# Rob Kelly
Robert Anthony "Rob" Kelly, född den 21 december 1964 i Birmingham, är en engelsk fotbollstränare och före detta -spelare, för närvarande (hösten 2018) assisterande tränare i Malmö FF.
Under Kellys spelarkarriär representerade han Leicester City, Tranmere Rovers, Wolverhampton Wanderers och Burton Albion.
Enda uppdraget som huvudtränare hade Kelly i The Championship-klubben Leicester City 2006–2007. Han har därefter mest varit assisterande tränare, men har haft hand om tränaransvaret på tillfällig basis efter att ordinarie huvudtränare fått sparken i flera olika klubbar, däribland Preston North End, Nottingham Forest och West Bromwich Albion.